# Division 1 2014-2015 (pallamano maschile)
La Division 1 2014 - 2015 sarà la 63ª edizione del torneo di primo livello del campionato francese di pallamano maschile.